# Margarinotus formosanus
Margarinotus formosanus är en skalbaggsart som beskrevs av Ôhara 1999. Margarinotus formosanus ingår i släktet Margarinotus och familjen stumpbaggar. Inga underarter finns listade i Catalogue of Life.